# Chukwubuike Adamu
Chukwubuike Junior Adamu (Kano, 6 juni 2001) is een in Nigeria geboren Oostenrijks voetballer die doorgaans als aanvaller speelt. Hij verruilde Red Bull Salzburg in juli 2023 voor SC Freiburg. Adamu debuteerde in 2021 in het Oostenrijks voetbalelftal.

## Clubcarrière
Adamu werd geboren in Nigeria, maar begon zijn voetbalcarrière in Oostenrijk: eerst bij GSV Wacker, nadien bij Grazer AK en vanaf 2015 binnen de Red Bull Salzburg Academy. In 2017 stroomde hij door naar FC Liefering, de zusterclub van Red Bull Salzburg in de 2. Liga. Op 9 september 2020 maakte hij zijn officiële debuut voor het eerste elftal van Red Bull Salzburg: in een bekerwedstrijd tegen Schwarz-Weiß Bregenz, die Salzburg met 0-10 won, viel hij in de 64e minuut in voor Masaya Okugawa. Met die ene wedstrijd achter zijn naam, verhuurde Salzburg Adamu in februari 2021 voor vier maanden aan St. Gallen. Hiervoor deed hij als basisspeler ervaring op in de Zwitserse Super League. Na zijn terugkomst werd Adamu opgenomen in de selectie van Red Bull Salzburg. Hiervoor speelde hij in twee seizoenen 58 competitiewedstrijden, waarin hij 17 keer scoorde. Daarnaast speelde hij - hoofdzakelijk als invaller - ook zijn eerste wedstrijden in de Champions League. Adamu verruilde Red Bull Salzburg in juli 2023 voor SC Freiburg.

## Clubstatistieken
| Seizoen         | Club              | Land                 | Competitie      | Competitie | Competitie | Beker | Beker | Supercup | Supercup | Europees | Europees | Totaal | Totaal |
| Seizoen         | Club              | Land                 | Competitie      | Wed.       | Dlp.       | Wed.  | Dlp.  | Wed.     | Dlp.     | Wed.     | Dlp.     | Wed.   | Dlp.   |
| --------------- | ----------------- | -------------------- | --------------- | ---------- | ---------- | ----- | ----- | -------- | -------- | -------- | -------- | ------ | ------ |
| 2018/19         | FC Liefering      | Vlag van Oostenrijk  | 2. Liga         | 16         | 5          | —     | —     | nvt      | nvt      | —        | —        | 16     | 5      |
| 2019/20         | FC Liefering      | Vlag van Oostenrijk  | 2. Liga         | 20         | 14         | —     | —     | nvt      | nvt      | —        | —        | 20     | 14     |
| 2020/21         | FC Liefering      | Vlag van Oostenrijk  | 2. Liga         | 13         | 7          | —     | —     | nvt      | nvt      | —        | —        | 13     | 7      |
| 2020/21         | Red Bull Salzburg | Vlag van Oostenrijk  | Bundesliga      | 0          | 0          | 1     | 0     | nvt      | nvt      | 0        | 0        | 1      | 0      |
| 2020/21         | → St. Gallen      | Vlag van Zwitserland | Super League    | 14         | 6          | 4     | 2     | nvt      | nvt      | —        | —        | 18     | 8      |
| 2021/22         | Red Bull Salzburg | Vlag van Oostenrijk  | Bundesliga      | 30         | 7          | 4     | 1     | nvt      | nvt      | 9        | 1        | 43     | 9      |
| 2022/23         | Red Bull Salzburg | Vlag van Oostenrijk  | Bundesliga      | 28         | 10         | 4     | 3     | nvt      | nvt      | 8        | 1        | 40     | 14     |
| 2023/24         | SC Freiburg       | Vlag van Duitsland   | Bundesliga      | 0          | 0          | 0     | 0     | nvt      | nvt      | 0        | 0        | 0      | 0      |
| Carrière totaal | Carrière totaal   | Carrière totaal      | Carrière totaal | 121        | 49         | 13    | 6     | 0        | 0        | 17       | 1        | 151    | 57     |

Bijgewerkt op 8 juli 2023

## Interlandcarrière
Nadat hij al uitkwam voor Oostenrijk onder 18, 19 en 21 debuteerde Adamu op 12 november 2021 in het Oostenrijks voetbalelftal. Bondscoach Franco Foda liet hem toen in de 89e minuut invallen voor Marko Arnautović in een met 4–2 gewonnen kwalificatiewedstrijd voor het WK 2022 thuis tegen Israël. Zijn eerste basisplaats volgde op 20 november 2022 in een met 2–0 gewonnen oefeninterland tegen Italië.

## Erelijst
| Competitie           | Aantal            | Jaren             |
| Red Bull Salzburg    | Red Bull Salzburg | Red Bull Salzburg |
| -------------------- | ----------------- | ----------------- |
| Kampioen Bundesliga  | 2x                | 2021/22, 2022/23  |
| Beker van Oostenrijk | 1x                | 2021/22           |

1 Atubolu ·
3 Lienhart ·
4 Schmidt ·
5 Gulde ·
6 Osterhage ·
7 Weißhaupt ·
8 Eggestein ·
9 Höler ·
11 Kyereh ·
17 Kübler ·
18 Dinkçi ·
20 Adamu ·
21 Müller ·
23 Muslija ·
24 Huth ·
25 Sildillia ·
26 Philipp ·
27 Höfler ·
28 Ginter ·
30 Günter  ·
32 Grifo ·
33 Makengo ·
34 Röhl ·
37 Rosenfelder ·
42 Doan ·
43 Ogbus ·
Coach: Schuster